# 全国日雇労働組合協議会
全国日雇労働組合協議会（ぜんこくひやといろうどうくみあいきょうぎかい）は、日本の寄せ場・ドヤ街で活動する日雇い労働者の労働組合（合同労組）の全国協議会である。
1982年、東京の山谷の山谷争議団、横浜の寿町の寿日雇労働者組合、名古屋の笹島の笹島日雇労働組合、大阪の釜日労・争議団の4団体が中心となり結成された。